# Diossano
Il diossano (a volte riportato anche come p-diossano o dietilendiossido) è un composto organico eterociclico, un dietere formato da un anello esaatomico con quattro atomi di carbonio e due di ossigeno in posizioni opposte (1,4).
Facilmente infiammabile, irritante e nocivo, a temperatura ambiente si presenta come un liquido incolore, volatile, igroscopico, dal tenue odore etereo gradevole. È solubile in acqua in ogni proporzione e molto usato come solvente, proprietà che condivide con l'altro solvente etereo molto usato, il tetraidrofurano (THF).

## Isomeri e conformazioni

Isomeri del diossano

Parlando di diossano normalmente si intende l'isomero 1,4-diossano, di gran lunga il più diffuso dei tre isomeri ed ampiamente utilizzato come solvente aprotico. Gli altri isomeri sono l'1,2-diossano, strutturalmente un endoperossido, e l'1,3-diossano (numero CAS 505-22-6), un acetale ciclico derivato dalla formaldeide.
Il 1,4-diossano non va confuso con la 1,4-diossina. Pur avendo anch'essa due gruppi eterei è un analogo deidrogenato ma anche stericamente è un composto diverso; la diossina è pressoché planare mentre il diossano, analogamente al cicloesano, esiste nella conformazione a sedia e in quella a barca.
A temperatura ambiente le due forme, sedia (preferita) e barca, coesistono nel liquido: che sia presente anche quest'ultima forma è evidenziato dal momento dipolare non nullo, pari a 0,45 D (per il tetraidropirano, anello analogo con un solo atomo di ossigeno è 1,74 D).

## Miscibilità
È miscibile in ogni proporzione con acqua, metanolo, etanolo, dietiletere, acetone, benzene, tetracloruro di carbonio, n-eptano ed è solubile nella quasi totalità dei solventi organici.

## Azeotropi
Sono noti gli azeotropi in miscela con l'acqua (diossano 81,6%) con punto di ebollizione 87,8 °C e con l'alcol (diossano 9,3%) con punto di ebollizione 73,13 °C.

## Sintesi
Il diossano si produce industrialmente con acido solforico e glicol etilenico a 150-160 °C, oppure con soluzioni acquose di idrossido di sodio e cloroetilglicole a 100 °C. Dopo disidratazione e rettifica si ottiene un prodotto puro al 98-99%, che può essere ulteriormente purificato per congelamento.
Il diossano si sintetizza anche a partire da ossido di etilene.
Nella sintesi del sodio lauriletere solfato (SLES), un tensioattivo ottenuto per solfatazione di un alcol polietossilato, si può formare come sottoprodotto non desiderato del diossano. L'uso di questo tensioattivo nella formulazione di shampoo è fonte di polemiche proprio per la possibile presenza del diossano, sostanza sospetta cancerogena.

## Usi
Il principale utilizzo è come solvente in molti prodotti come coloranti solubili in oli, colori per legno e cere, vernici, lucidanti (polish), adesivi, lucido da scarpe.
La sua capacità di sciogliere alcuni sali inorganici ne permette l'uso in reazioni organiche in soluzione. È utilizzato quindi nella produzione di tensioattivi, smacchiatori a secco e svernicianti.
Nell'industria farmaceutica trova impiego come solvente estrattivo e nell'industria tessile nella stampa dei tessuti e come disperdente nei bagni di tintura. I composti clorurati sono impiegati come insetticidi.

## Sicurezza
I vapori di diossano formano miscele esplosive con l'aria. In presenza di luce e ossigeno si formano dei perossidi che, essendo poco volatili, si concentrano durante la distillazione del diossano e potrebbero esplodere violentemente.
Il diossano è un irritante per gli occhi e le vie respiratorie, è sospettato di causare danni al sistema nervoso centrale e provocare danni renali. È un sospetto cancerogeno.